# De stenen aapjes
De stenen aapjes is het 83ste stripverhaal van Jommeke. De reeks werd getekend door striptekenaar Jef Nys.

## Verhaal
Op een dag leest Jommeke dat Chinezen de bank van Hongkong hebben overvallen. Enkele weken later merken onze vrienden dat er Chinezen zijn komen wonen in het spookhuis en die blijken heel veel stenen aapjes te hebben. Als ze zo'n aapje onderzoeken, ontdekken Jommeke en zijn vriendjes dat het gouden aapjes zijn.